# Hammers and veils
Hammers and veils es el 23er episodio de la serie de televisión norteamericana Gilmore Girls. Constituye la segunda parte del episodio Sadie, Sadie.

## Resumen del episodio
Mientras Lorelai y Max van realizando los preparativos para su boda, Lorelai finalmente reúne el valor para decirle a su madre la noticia de su matrimonio, pero ella parece no estar muy interesada en ello. Henry habla con Rory para poder comunicarse con Lane, y ella le da a Rory varias de sus pertenencias para que las guarde y así la Sra. Kim no las descubra; Rory se entera de que no basta tener buenas calificaciones para entrar en Harvard, sino que también debe realizar ciertas actividades extracurriculares, así que va a ayudar a construir casas. Sin embargo, ella y Dean discuten pues él le dice que quiere pasar el tiempo libre con ella, aunque Rory se va para planear más actividades. Lorelai lleva a Max a casa de sus padres, y se enfrenta con Emily, pero ella revela que le dolió enterarse por otra persona de su boda. En la fiesta de celebración por el compromiso de Max y Lorelai, ella invita a Luke para que asista, Dean y Rory se reconcilian y Lane parte para Corea; además Jackson le dice a Sookie que no está aún preparado para el matrimonio, pero quiere mudarse con ella. Finalmente, Lorelai se disculpa con su madre por no haberle contado oportunamente de su boda.

## Curiosidades
- En este episodio Henry le da a Rory su teléfono para que se lo dé a Lane pues teme seguir llamándola, pero en el episodio Emily in Wonderland Rory y Lane hablaron sobre el mensaje que Henry le dejó y Lane dijo que iba a responderle, lo que implica que ya conocía el número.
- Al final del episodio, Emily aconseja a Lorelai que no use velo, sino una diadema y le dice que ella llevó una. Eso es falso, dado que en el capítulo Love and war and snow se ve una foto de la boda de los Gilmore en la que Emily lleva un velo corto.